# Conus robini
Espèce
Conus robini est une espèce de mollusques gastéropodes marins de la famille des Conidae.
Comme toutes les espèces du genre Conus, ces escargots sont prédateurs et venimeux. Ils sont capables de « piquer » les humains et doivent donc être manipulés avec précaution, voire pas du tout.

## Description
La taille de la coquille varie entre 20 mm et 32 mm.

## Distribution
Cette espèce marine est endémique aux Philippines, au large de l'île de Balabac.

## Taxonomie

### Publication originale
L'espèce Conus robini a été décrite pour la première fois en 2012 par les malacologistes français Loíc Limpalaër et Éric Monnier (d) dans « Visaya »,.

### Synonymes
- Conus (Pionoconus) robini (Limpalaër & Monnier, 2012) · appellation alternative
- Pionoconus robini Limpalaër & Monnier, 2012 · non accepté (combinaison originale)